# 水曜大特バン
『水曜大特バン』（すいようだいとくバン）は、1983年1月19日から同年3月23日までテレビ東京系列で編成していた。テレビ東京製作の単発特別番組枠である。全10回。編成時間は毎週水曜 20:00 - 20:54。

## 概要
前番組『三波伸介の凸凹大学校』が三波伸介の急死によって打ち切られたのを受け、同年春の改編までのつなぎで編成された。放送番組は国際的な内容の番組や恐怖関連の番組が多かった。

## 放送番組一覧
1. 世界のビッグスター大スタントに挑戦!
2. 男女混合！世界強力ウデ相撲選手権
3. 世界最高！ビックリ大魔術総まくり
4. 驚異！世界ビックリ大魔術総特集
5. 美女の空中大飛行・スリルと恐怖の世界オールスター大サーカス
6. 激突！春休み劇場アニメ総ロードショー！
7. ザ・恐怖！秘境大アマゾン怪奇生物祭
8. 恐怖！幻のハブ山
9. 血も凍る亡霊の恐怖
10. 強烈！恐怖！肉体ビックリ大実験

参考：下野新聞のラジオ・テレビ欄
| テレビ東京 水曜20:00枠                                  | テレビ東京 水曜20:00枠                         | テレビ東京 水曜20:00枠                           |
| 前番組                                                  | 番組名                                         | 次番組                                           |
| ------------------------------------------------------- | ---------------------------------------------- | ------------------------------------------------ |
| 三波伸介の凸凹大学校 （1977年10月5日 - 1982年12月22日） | 水曜大特バン （1983年1月19日 - 1983年3月23日） | AカップCカップ （1983年4月20日 - 1983年8月31日） |